# Barbera del Monferrato Superiore
Barbera del Monferrato Superiore is een Italiaanse rode wijn uit Piemonte met het keurmerk Denominazione di origine controllata e garantita (DOCG). De eerste beschrijvingen van deze wijn dateren al uit 1798.

## Beschrijving
Barbera del Monferrato Superiore is een droge rode wijn gemaakt van minimaal 85% barbera met niet  meer dan 15% freisa, grignolino of Dolcetto druiven. De wijn heeft ten minste 14 maanden gerijpt, waarvan minimaal 6 maanden in eiken vaten en een alcoholpercentage van minimaal 13 %. Voor de gewone Barbera del Monferrato gelden deze rijpingseisen niet en mag het alcohol percentage lager zijn (min. 11,5 %). Deze Barbera heeft de lagere Denominazione di origine controllata (DOC) status. Er bestaat ook een mousserende variant van de Barbera del Monferrato maar deze valt niet onder een DOC of DOCG.

## Productiegebied
De wijn kan worden geproduceerd in de volgende gemeenten in de provincies Asti en Alessandria:  Acqui Terme, Agliano Terme, Albugnano, Alfiano Natta, Alice Bel Colle, Altavilla Monferrato, Antignano, Aramengo, Asti, Azzano d'Asti, Baldichieri d'Asti, Bassignana, Belforte Monferrato, Belveglio, Bergamasco, Berzano di San Pietro, Bistagno, Borgoratto Alessandrino, Buttigliera d'Asti, Bruno, Bubbio, Calamandrana, Calliano, Calosso, Camagna Monferrato, Camerano Casasco, Camino, Canelli, Cantarana, Capriata d'Orba, Capriglio, Carentino, Carpeneto, Cartosio, Casale Monferrato, Casale Monferrato, Casorzo, Cassinasco, Cassine, Cassinelle, Castagnole delle Lanze, Castagnole Monferrato, Castel Boglione, Castel Rocchero, Castell'Alfero, Castellero, Castelletto d'Erro, Castelletto d'Orba, Castelletto Merli, Castelletto Molina, Castelletto Monferrato, Castello di Annone, Castelnuovo Belbo, Castelnuovo Bormida, Castelnuovo Calcea, Castelnuovo Don Bosco, Cavatore, Cella Monte, Celle Enomondo, Cereseto, Cerreto d'Asti, Cerrina Monferrato, Cerro Tanaro, Cessole, Chiusano d'Asti, Cinaglio, Cisterna d'Asti, Coazzolo, Cocconato, Coniolo, Conzano, Corsione, Cortandone, Cortanze, Cortazzone, Cortiglione, Cossombrato, Costigliole d'Asti, Cremolino, Cuccaro Monferrato, Cunico, Denice, Dusino San Michele, Ferrere, Fontanile, Frascaro, Frassinello Monferrato, Frinco, Fubine, Gabiano, Gamalero, Grana, Grazzano Badoglio, Grognardo, Incisa Scapaccino, Isola d'Asti, Lerma, Loazzolo, Lu, Malvicino, Maranzana, Maretto, Masio, Melazzo, Merana, Mirabello Monferrato, Moasca, Molare, Mombaldone, Mombaruzzo, Mombello Monferrato, Mombercelli, Monale, Monastero Bormida, Moncalvo, Moncestino, Moncucco Torinese, Mongardino, Montabone, Montafia, Montaldeo, Montaldo Bormida, Montaldo Scarampi, Montecastello, Montechiaro d'Acqui, Montechiaro d'Asti, Montegrosso d'Asti, Montemagno, Montiglio Monferrato, Moransengo, Morbello, Morsasco, Murisengo, Nizza Monferrato, Occimiano, Occimiano, Odalengo Grande, Odalengo Piccolo, Olivola, Olmo Gentile, Orsara Bormida, Ottiglio, Ovada, Ozzano Monferrato, Pareto, Passerano Marmorito, Pecetto di Valenza, Penango, Piea, Pietra Marazzi, Pino d'Asti, Piovà Massaia, Pomaro Monferrato, Pontestura, Ponti, Ponzano Monferrato, Ponzone, Portacomaro, Prasco, Predosa, Quaranti, Quargnento, Refrancore, Revigliasco d'Asti, Ricaldone, Rivalta Bormida, Rivarone, Roatto, Robella, Rocca d'Arazzo, Rocca Grimalda, Roccaverano, Rocchetta Palafea, Rocchetta Tanaro, Rosignano Monferrato, Sala Monferrato, San Damiano d'Asti, San Giorgio Monferrato, San Giorgio Scarampi, San Martino Alfieri, San Marzano Oliveto, San Paolo Solbrito, San Salvatore Monferrato, Scurzolengo, Serole, Sessame, Serralunga di Crea, Settime, Sezzadio, Silvano d'Orba, Soglio, Solonghello, Spigno Monferrato, Strevi, Tigliole, Terruggia, Terzo, Tigliole, Tonco, Tonengo, Treville, Trisobbio, Vaglio Serra, Valenza, Valfenera, Vesime, Viale, Viarigi, Vigliano d'Asti, Vignale Monferrato, Villa San Secondo, Villadeati, Villafranca d'Asti, Villamiroglio, Vinchio en Visone.

## Externe verwijzing en referentie
- Agraria